# Charonne (metropolitana di Parigi)
Charonne è una stazione della linea 9 della metropolitana di Parigi.

## La stazione
La stazione venne aperta il 10 dicembre 1933 e ricorda la Signoria di Charonne che nel 1008 venne ceduta all'Abbazia di Saint-Magloire dal re Robert II le Pieux. Essa passò di mano nel corso dei secoli ed attorno al castello si venne a creare un piccolo villaggio che venne annesso a Parigi intorno al 1860.

## Il fatto della stazione Charonne

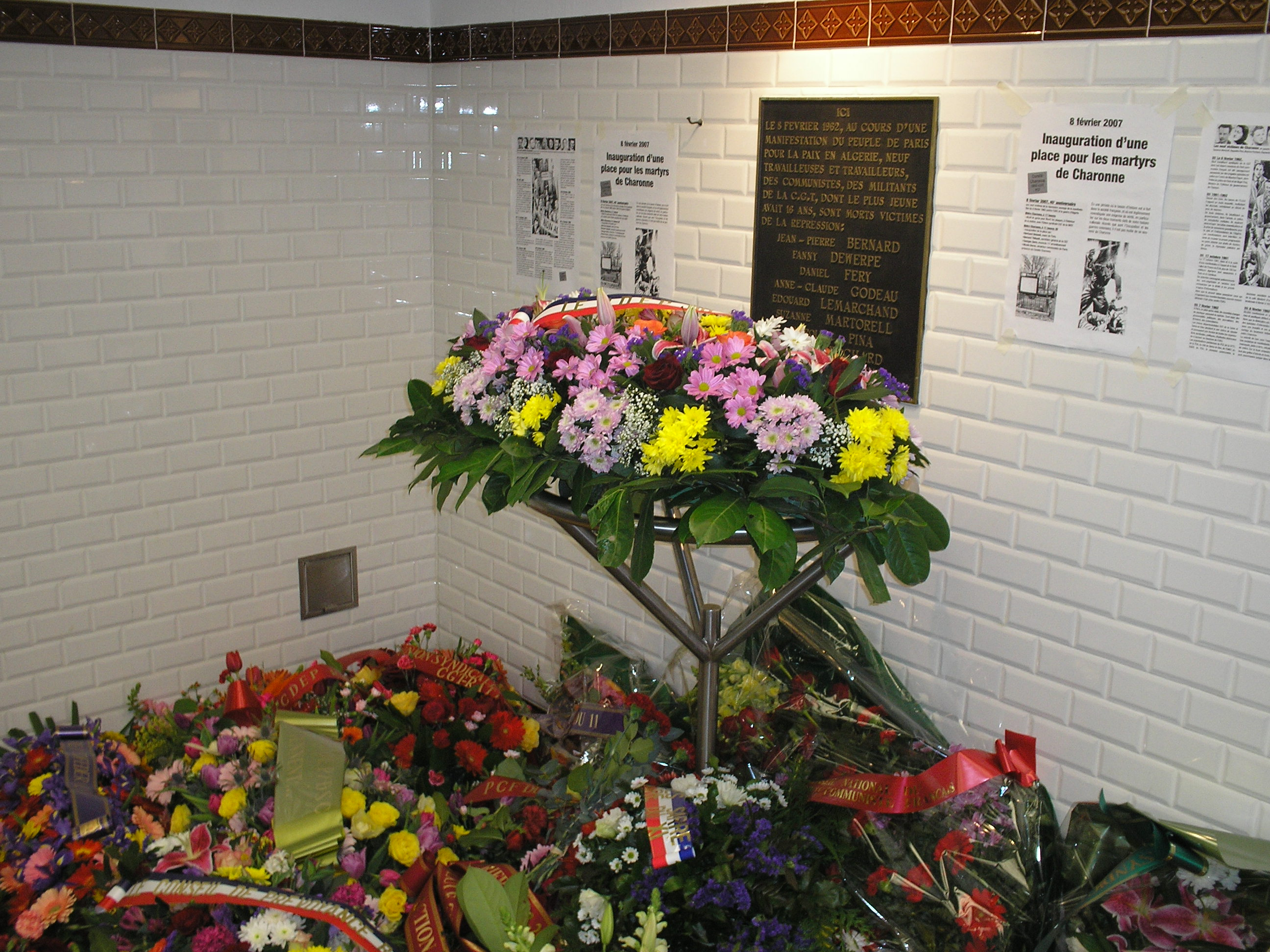
Targa commemorativa dell'8 febbraio 1962.

Il contesto storico è quello della guerra d'Algeria. I politici del tempo si accordarono nel concedere l'indipendenza all'Algeria, ma l'OAS rifiutò questo accordo e commise numerosi attentati sia in Algeria sia nella Francia metropolitana, questi avvenimenti indignarono l'opinione pubblica.
Le organizzazioni della sinistra decisero di fare una manifestazione di protesta, per l'8 febbraio 1962, per denunciare il comportamento dell'OAS nei confronti della guerra d'Algeria. Il prefetto di polizia, Maurice Papon, diede ordine di reprimere la manifestazione, nello stesso modo della repressione del 17 ottobre 1961. I manifestanti tentarono di rifugiarsi nell'ingresso della Metropolitana, che era stato però chiuso e nella calca 8 militanti della CGT e del PCF morirono soffocate ed una morì in ospedale, a seguito delle ferite riportate.

## Interconnessioni
- Bus RATP - 56, 76